# Ancien château d'eau de Moulins
L'ancien château d'eau est situé sur la commune de Moulins (France).

## Localisation
L'ancien château d'eau est situé sur la commune de Moulins, dans le département de l'Allier, en région Auvergne-Rhône-Alpes.

## Description
Le château d'eau a été bâti en 1758 sur les plans de l'ingénieur Leclerc par Joseph Évezard, architecte et entrepreneur à Moulins, assisté d'Alexandre et Joseph Aubépin et Joseph Caris, sculpteurs, lorsque la ville procéda à la réorganisation de son réseau d'alimentation en eau potable. Il comprend, au rez-de-chaussée, trois baies cintrées dont les tympans sont munis d'une coquille pour celle du centre et de glaçons pour les deux autres ; au premier étage, trois baies aux allèges armoriées, le tout couronné d'un fronton dont la décoration est empruntée à la flore aquatique.

## Historique
L'édifice est inscrit au titre des monuments historiques par arrêté du 9 août 1932.

## Galerie

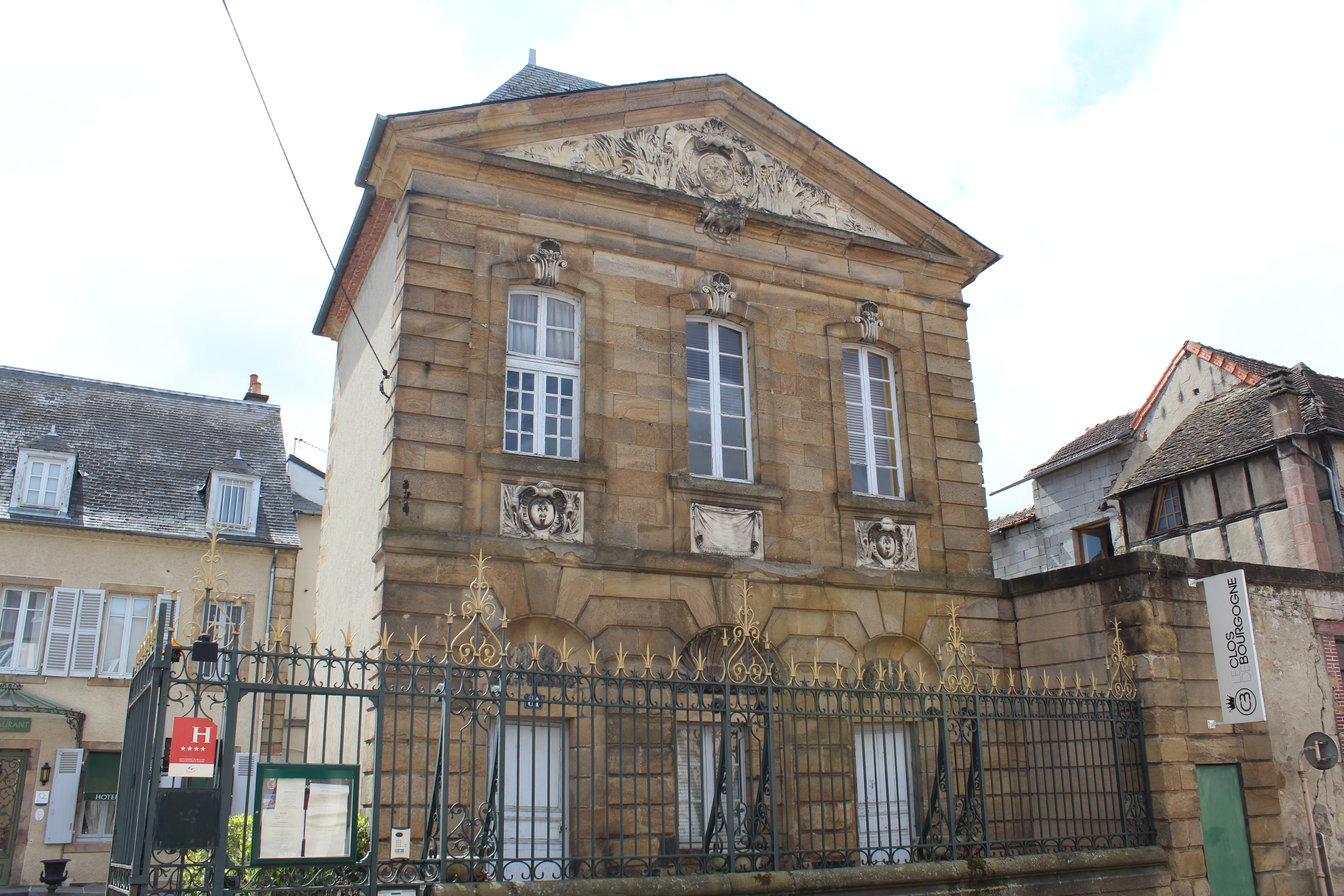
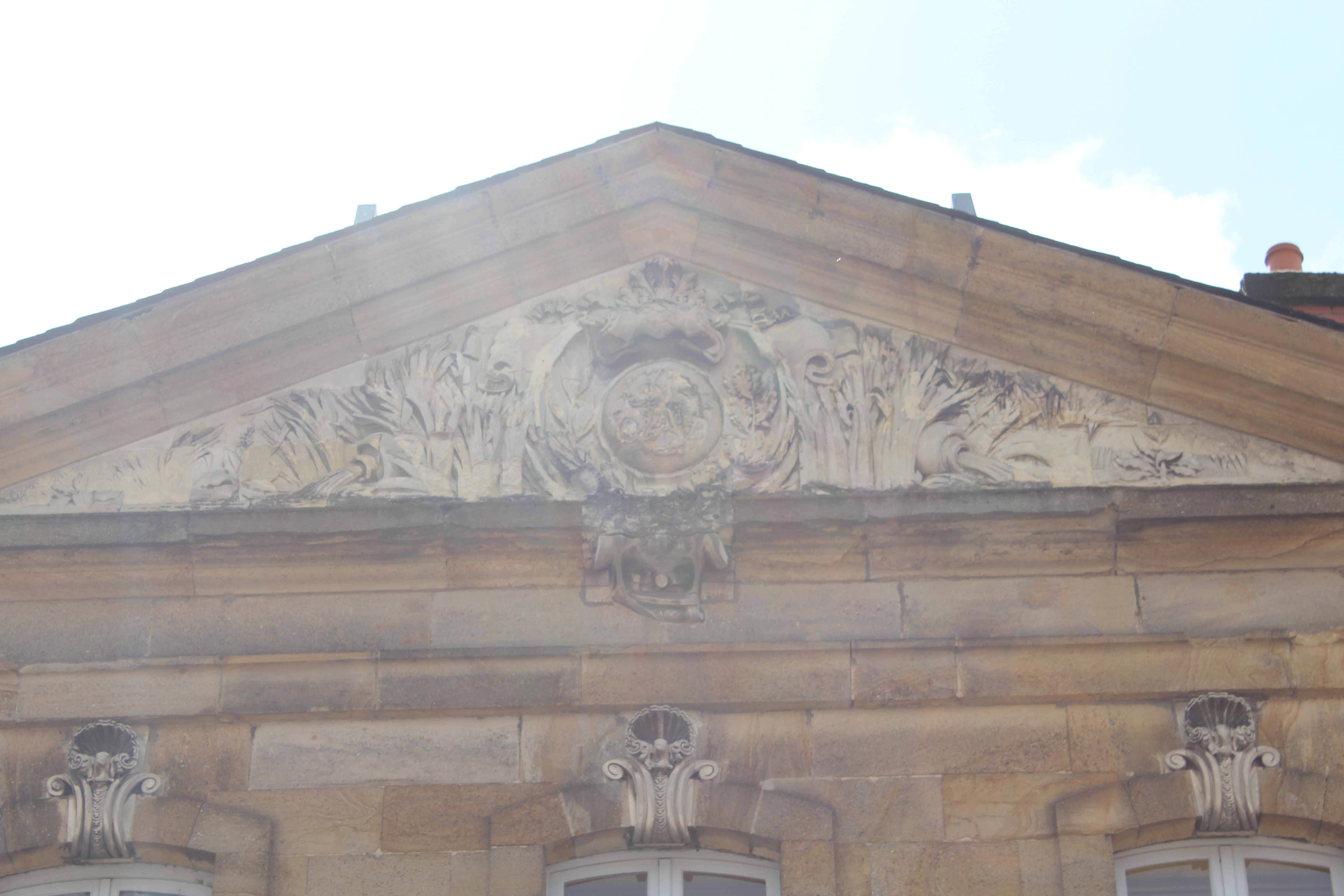
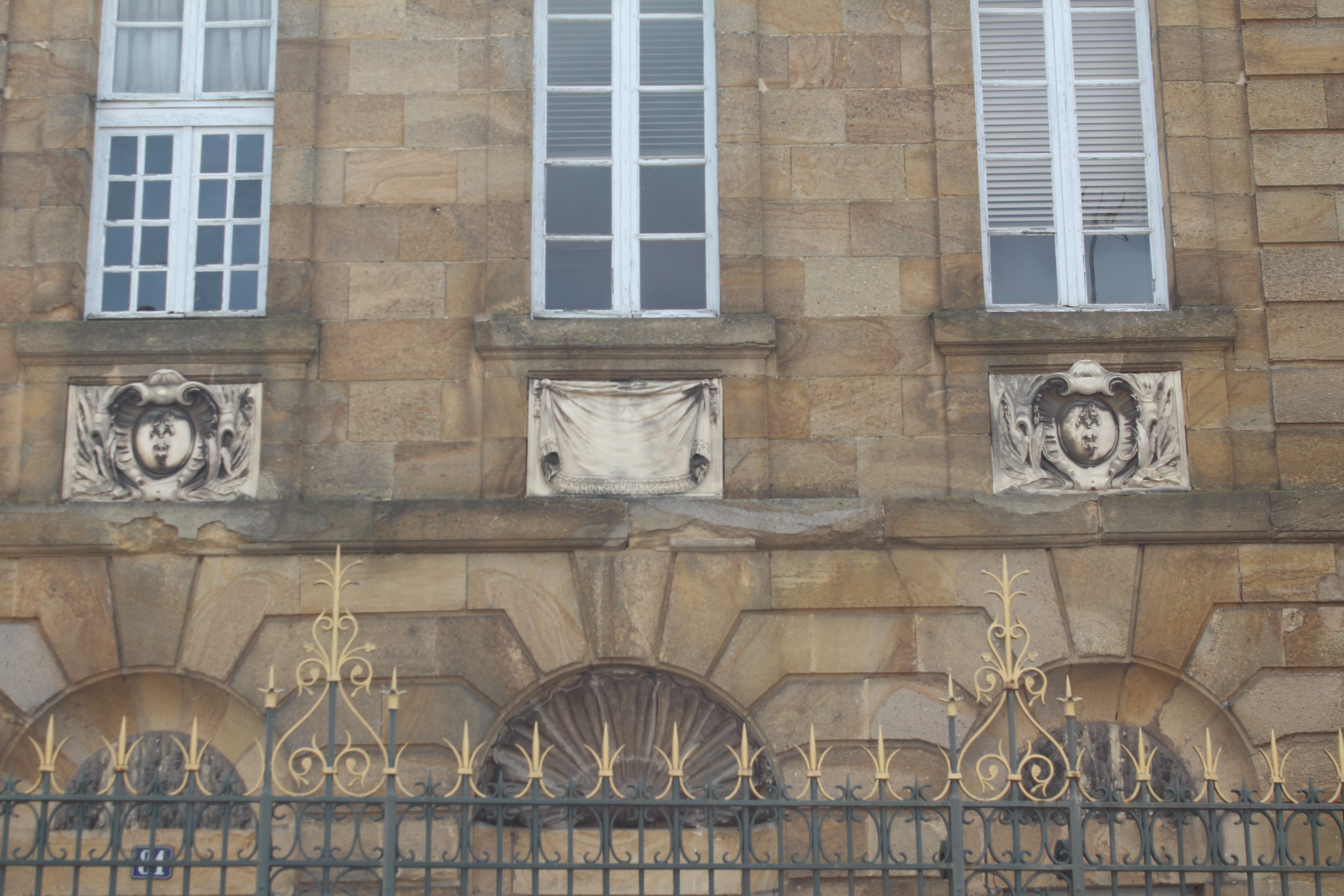
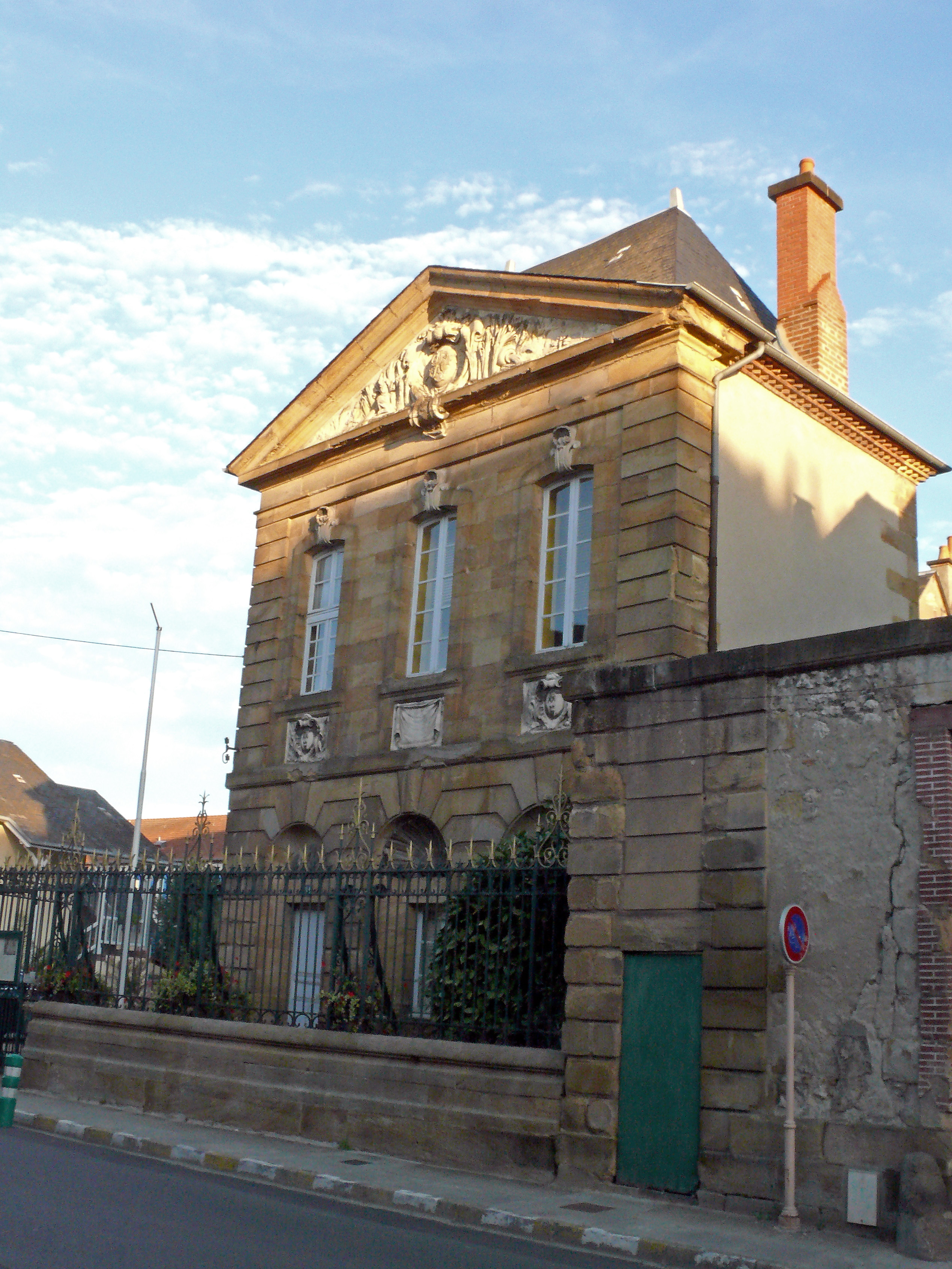
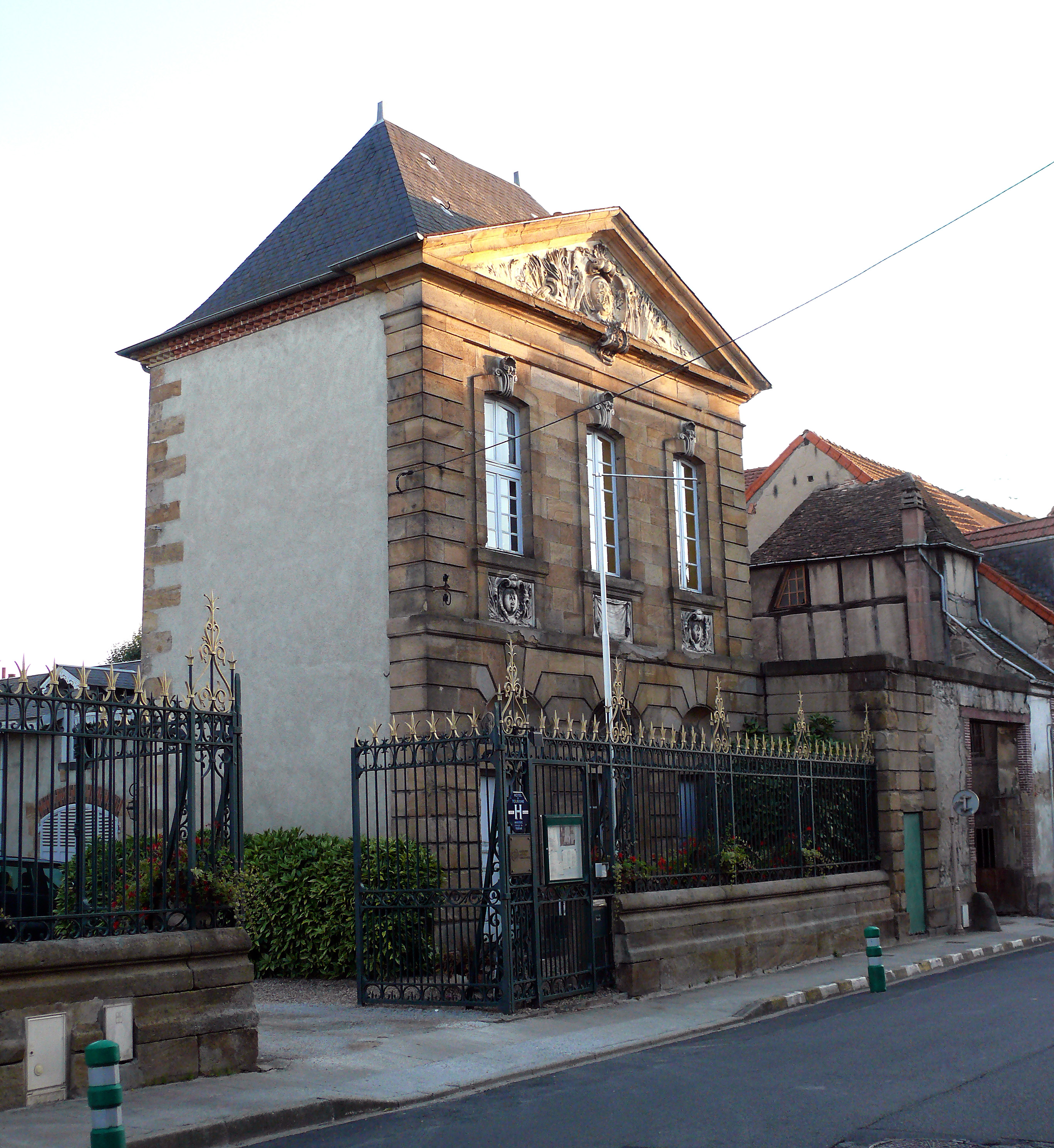
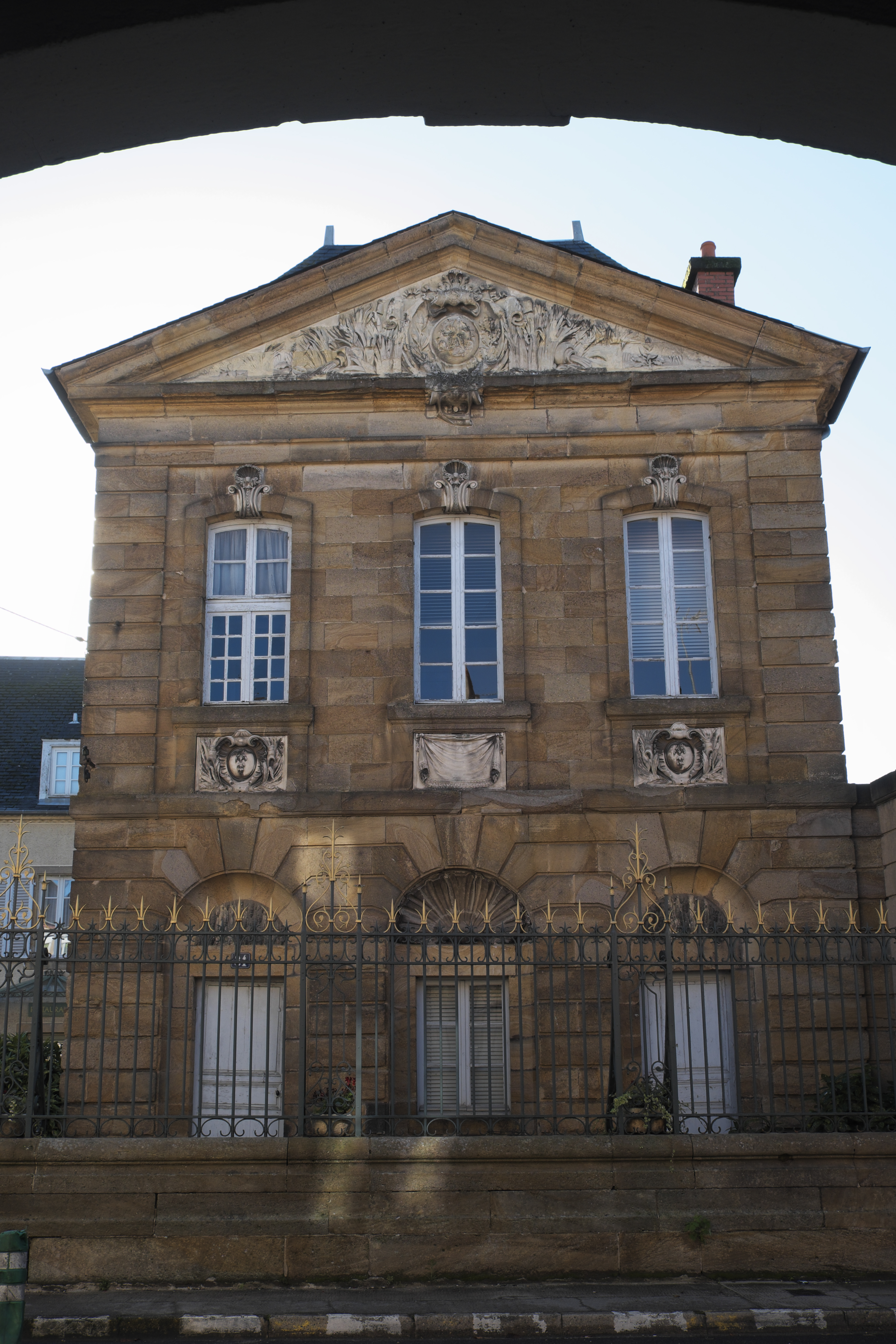